# Кацаго Сан Мартино
Кацаго Сан Мартино (итал. Cazzago San Martino) је насеље у Италији у округу Бреша, региону Ломбардија.
Према процени из 2011. у насељу је живело 4390 становника. Насеље се налази на надморској висини од 223 м.

## Становништво
| 1931. | 1936. | 1951. | 1961. | 1971. | 1981. | 1991. | 2001. | 2011.  |
| ----- | ----- | ----- | ----- | ----- | ----- | ----- | ----- | ------ |
| 5.360 | 5.592 | 6.467 | 6.694 | 7.358 | 8.193 | 8.863 | 9.814 | 10.959 |